# Plaça Clavé (Rubí)
La Plaça Clavé és una plaça pública del municipi de Rubí (Vallès Occidental). És una obra protegida com a bé cultural d'interès local.

## Descripció
La plaça Anselm Clavé reuneix un conjunt d'edificis d'habitatges que no superen l'alçada de planta baixa i dos pisos, i mantenen una parcel·lació semblant -5m d'amplada-, entorn d'un espai gairebé quadrat (900m2). Més que l'homogeneïtat estilística, la morfologia de la plaça, la seva dedicació a Anselm Clavé, les proporcions, i una certa uniformitat donada per l'arquitectura artesana i de mestres d'obra li atorguen una gran unitat i una gran significació.
L'ambient dels carrers del voltant és semblant: Llobateras, Méndez Nuñez, Colo, o Dr. Turró i solament es trenca amb alguns edificis fora d'escala, fets amb obra vista o per l'impacte visual dels edificis més alts de l'avinguda de Barcelona que es veuen a distància. La presidència de l'interessant edifici de can Vilaró reforça el caràcter de la plaça. La conversió parcial en zona de vianants de la plaça i el desplaçament del monument, inaugurat el 1951, ha millorat força la imatge de la plaça Clavé.

## Història
El barri es desenvolupa a partir de l'expansió del poble cap al sud, durant l'últim quart del segle xix, en el context del Pla general d'urbanització de Rubí (1871) i el projecte de reforma, millora i eixample de Rubí (1875). En aquest últim el carrer Colom s'aturava a la plaça (aleshores plaça de l'Aurora) i el carrer Mendez Núñez continuava fins al carrer de Torrijos. El tros de l'actual de Dr. Turró és una permanència de l'antic camí que anava cal sud, i el carrer Llobateras es plantejava com una via principal cap a l'est. Als anys cinquanta, funcionava l'Escola de Belles Arts local. L'escultura d'Anselm Clavé és obra del rubinenc Miquel Gomila.